# Videografia de Mariah Carey
A cantora estadunidense Mariah Carey teve uma extensa carreira no cinema e na televisão ao longo de sua carreira, além de "centenas de videoclipes, cerca de uma dúzia de filmes e diversas participações na TV". Depois de chegar ao topo das paradas, filmar e dirigir vários videoclipes de canções aclamadas como "Vision of Love" e "Fantasy" ao longo da década de 1990, Carey fez sua estreia na tela grande na comédia romântica The Bachelor (1999). Em 2001, Carey estrelou em Glitter - O Brilho de uma Estrela, que segue a história de Billie Frank, uma jovem ganhando fama como estrela pop. O filme foi um grande fracasso comercial e um fracasso crítico, ficando em 21º lugar na lista dos 100 Piores Filmes de Todos os Tempos da IMDb. 
Posteriormente, ela estrelou nos filmes WiseGirls (2002), State Property 2 (2005) e Tennessee (2008), com papéis coadjuvantes. O último filme recebeu mais elogios com o papel de Carey como Krystal, uma jovem aspirante a cantora, sendo chamado de "surpreendentemente eficaz". Apesar das críticas negativas do filme, a atuação de Carey como Raychel em WiseGirls recebeu críticas favoráveis em comparação com seu papel como Billie Frank em Glitter. Em 2009, Carey estrelou o filme de Lee Daniels, Precious, como Ms. Weiss, uma assistente social, o que lhe rendeu vários prêmios e indicações, incluindo a vitória do Prêmio de Atuação Revelação no Festival Internacional de Cinema de Palm Springs. Precious foi considerado por alguns como o retorno de Carey e seu "retorno à atuação".
Em 2013, Carey estrelou o drama histórico de Daniels, The Butler, que lhe rendeu uma segunda indicação ao Screen Actors Guild Award na categoria Melhor Elenco em Cinema. No mesmo ano, Carey atuou como jurada na décima segunda temporada de American Idol, ao lado de Nicki Minaj, Randy Jackson e Keith Urban, mas deixou o programa após o fim da temporada, assim como fez Minaj. Carey afirmou que o American Idol foi uma das "piores experiências de [sua] vida." Em relação a suas brigas no set com Minaj, ela disse que "colocar duas mulheres uma contra a outra não era legal "e que o programa" deveria ter sido sobre os concorrentes em vez de sobre alguma rixa inexistente". Em 2018, ela participou como uma consultora convidada na 15.ª temporada de The Voice.
Em dezembro de 2016, Carey estrelou seu primeiro reality show, Mariah's World, que estreou no canal a cabo E!. O programa seguiu a The Sweet Sweet Fantasy Tour de Carey pela Europa, e seus planos de se casar. A série teve dificuldades com o ibope, mas foi bem recebida por alguns críticos, incluindo Sonia Saraiya, da revista Variety, que elogiou o "surpreendente senso de humor e humildade" do programa. O programa foi cancelado após uma temporada. Carey também reinventou sua imagem como a "Rainha do Natal" com vários filmes e especiais de Natal, incluindo um especial do Hallmark Channel, chamado A Christmas Melody (2015), o qual ela estrelou e dirigiu, além de cantar várias de suas canções de Natal no Mariah Carey’s Merriest Christmas, um evento musical do canal para promover o especial, além do especial da Apple TV+, Mariah Carey's Magical Christmas Special (2020), o qual ela estrelou e foi produtora executiva. 
Carey também já emprestou sua voz a muitos filmes de animação, mais notavelmente The Star (2017), e The Lego Batman Movie (2017). A cantora também já fez participações em vários filmes, sendo a primeira em Death of a Dynasty (2003), e mais tarde em Girls Trip (2017), entre vários outros. Carey também já gravou a música tema de diversos filmes e programas de TV. Uma dessas canções foi em 1998, quando Carey e Whitney Houston gravaram "When You Believe", da trilha sonora de O Príncipe do Egito. Em 2013, Carey cantou "Almost Home", a música tema do filme Oz: The Great and Powerful. Em 2018, Carey afirmou em uma entrevista que ela não gostou da canção e que "não tinha nada a ver [com ela] de forma alguma". Em 2019, Carey escreveu e gravou a música tema do programa de TV Mixed-ish, intitulada "In the Mix". Carey afirmou que "Como uma mulher birracial na indústria do entretenimento, não havia nenhuma maneira [dela] não querer fazer parte de mixed-ish". Outras canções que Carey cantou em filmes incluem "Right to Dream", do filme Tennessee (2008), e "The Star", do filme de mesmo nome. Esta última foi indicada ao Prêmio de Melhor Canção Original no 75º Golden Globe Awards.
Tendo trabalhado com inúmeros artistas ao longo de sua carreira, como Ol' Dirty Bastard, Justin Bieber, Nicki Minaj, Boyz II Men, e Ariana Grande, Carey já acumula mais de um bilhão de visualizações em sua conta Vevo. Seus videoclipes receberam muitos elogios, com a revista Vogue afirmando que "desde que estourou na cena nos anos 1990, [Carey] evoluiu de uma garota americana comum (jeans e uma camiseta era seu figurino básico) para uma estética mais sensual e glamorosa, completa com uma máquina de vento soprando o tempo todo". Carey foi indicada três vezes ao MTV Video Music Award de Melhor Vídeo Feminino, por seus vídeos "Honey (Bad Boy Remix)", "We Belong Together", e "Touch My Body". Em 2021, Carey foi homenageada na Associação de Críticos de Cinema Afro-americanos com um Prêmio Inovador por Realização Especial por sua "narrativa visual em seus videoclipes e especiais". 

## Videoclipes

### Anos 1990
| Ano  | Título | Diretor(es)                | Descrição | Ref.   |
| ---- | --- | -------------------------- | --------- | ------ |
| 1990 | "Vision of Love" | Bojan Bazelli              |           | [ 1 ]  |
| 1990 | "Vision of Love" (Channel 4 Version) | —                          |           | [ 2 ]  |
| 1990 | "Love Takes Time" | Bojan Bazeilli Wayne Maser |           | [ 1 ]  |
| 1991 | "Someday" | Larry Jordan               |           | [ 1 ]  |
| 1991 | "Someday" (New 12" Jackswing) | —                          |           | [ 3 ]  |
| 1991 | "I Don't Wanna Cry" | Larry Jordan               |           | [ 4 ]  |
| 1991 | "I Don't Wanna Cry" (Alternative Version) | —                          |           | [ 5 ]  |
| 1991 | "I Don't Wanna Cry" (Director's Cut) | —                          |           | [ 6 ]  |
| 1991 | "There's Got to Be a Way" | Larry Jordan               |           | [ 7 ]  |
| 1991 | "Emotions" | Jeff Preiss                |           | [ 8 ]  |
| 1991 | "Emotions" (12" Club Mix) | Jeff Preiss                |           | [ 7 ]  |
| 1991 | "Can't Let Go" | Jim Sonzero                |           | [ 9 ]  |
| 1992 | "Make It Happen" | Marcus Nispel              |           | [ 10 ] |
| 1992 | "I'll Be There" (ao vivo) | Larry Jordan               |           | [ 7 ]  |
| 1992 | "If It's Over" (ao vivo) | Larry Jordan               |           | [ 7 ]  |
| 1993 | "Dreamlover" | Diane Martel               |           | [ 11 ] |
| 1993 | "Hero" (ao vivo) | Larry Jordan               |           | [ 12 ] |
| 1994 | "Without You" (ao vivo) | Larry Jordan               |           | [ 13 ] |
| 1994 | "Anytime You Need a Friend" | Daniela Federici           |           | [ 14 ] |
| 1994 | "Anytime You Need a Friend" (C+C Radio Mix) | Daniela Federici           |           | [ 15 ] |
| 1994 | "Endless Love" (com Luther Vandross) | Daniela Federici           |           | [ 16 ] |
| 1994 | "Endless Love" (ao vivo) (com Luther Vandross) | —                          |           | [ 17 ] |
| 1994 | "All I Want For Christmas Is You" | Diane Martel               |           | [ 18 ] |
| 1994 | "All I Want For Christmas Is You" (Alternative Version) | —                          |           | [ 18 ] |
| 1994 | "Miss You Most (At Christmas Time)" | Diane Martel               |           | [ 19 ] |
| 1994 | "Joy to the World" (ao vivo) | —                          |           | [ 20 ] |
| 1995 | "Fantasy" | Mariah Carey               |           | [ 16 ] |
| 1995 | "Fantasy" (Bad Boy Remix) (com part. de O.D.B) | Mariah Carey               |           | [ 21 ] |
| 1995 | "One Sweet Day" (com Boyz II Men) | Larry Jordan               |           | [ 16 ] |
| 1995 | "Joy to the World" (Celebration Mix) | —                          |           | [ 22 ] |
| 1996 | "Open Arms" (ao vivo) | Larry Jordan               |           | [ 23 ] |
| 1996 | "El Amor Que Soñé" (ao vivo) | Larry Jordan               |           | [ 24 ] |
| 1996 | "Always Be My Baby" | Mariah Carey               |           | [ 25 ] |
| 1996 | "Always Be My Baby" (Mr. Dupri Mix) (com part. de Da Brat e Xscape)                                                                                               | Mariah Carey               |           | [ 26 ] |
| 1996 | Forever (ao vivo) | Larry Jordan               |           | [ 16 ] |
| 1997 | "Honey" | Paul Hunter                |           | [ 7 ]  |
| 1997 | "Honey" (Bad Boy Remix) (com part. de Masee The Lox) | —                          |           | [ 27 ] |
| 1997 | "Butterfly" | Daniel Pearl Mariah Carey  |           | [ 16 ] |
| 1998 | "Breakdown" (com part. de Krayzie Bone e Wish Bone) | Mariah Carey Diane Martel  |           | [ 16 ] |
| 1998 | "The Roof" | Mariah Carey Diane Martel  |           | [ 16 ] |
| 1998 | "My All" | Herb Ritts                 |           | [ 16 ] |
| 1998 | "My All/Stay Awhile" (So So Def Remix) (com part. de Lord Tariq and Peter Gunz)                                                                                   | Diane Martel               |           | [ 16 ] |
| 1998 | "Whenever You Call" (ao vivo) | —                          |           | [ 28 ] |
| 1998 | "Sweetheart" (com Jermaine Dupri) | Hype Williams              |           | [ 29 ] |
| 1998 | "When You Believe" (com Whitney Houston) | Phil Joanou                |           | [ 16 ] |
| 1998 | "When You Believe" (Alternative Version) (com Whitney Houston) | Mary Lambert               |           | [ 30 ] |
| 1999 | "I Still Believe" | Brett Ratner               |           | [ 16 ] |
| 1999 | [[I Still Believe (canção de Brenda K. Starr)#Versão de Mariah Carey\|"I Still Believe/Pure Imagination" (Damizza Reemix)]] (com part. de Krayzie Bone e Da Brat) | Mariah Carey               |           | [ 31 ] |
| 1999 | "Heartbreaker" | Brett Ratner               |           | [ 32 ] |
| 1999 | "Heartbreaker" (com part. de Jay-Z) | Brett Ratner               |           | [ 33 ] |
| 1999 | "Heartbreaker" (Remix) (com part. de Da Brat, Missy Elliot e DJ Clue?)                                                                                            | Diane Martel               |           | [ 34 ] |
| 1999 | "Thank God I Found You" (com part. de Joe e 98 Degrees) | Brett Ratner               |           | [ 35 ] |
| 1999 | "Thank God I Found You" (Make It Last Remix) (com part. de Joe e Nas)                                                                                             | Sanaa Hamri                |           | [ 36 ] |
| 1999 | "Thank God I Found You" (Alternative Version) (com part. de Joe e 98 Degrees)                                                                                     | —                          |           | [ 36 ] |

### Anos 2000
| Ano  | Título                                                                                           | Diretor(es)              | Descrição | Ref.   |
| ---- | ------------------------------------------------------------------------------------------------ | ------------------------ | --------- | ------ |
| 2000 | "Crybaby" (com part. de Snoop Dogg)                                                              | Sanaa Hamri              |           | [ 37 ] |
| 2000 | "Can't Take That Away (Mariah's Theme)"                                                          | Sanaa Hamri              |           | [ 38 ] |
| 2000 | "Can't Take That Away (Mariah's Theme)" (Alternate Version)                                      | Sanaa Hamri              |           | [ 39 ] |
| 2000 | "Against All Odds (Take a Look at Me Now)" (ao vivo)                                             | —                        |           | [ 40 ] |
| 2000 | "Against All Odds (Take a Look at Me Now)" (com part. de Westlife)                               | —                        |           | [ 41 ] |
| 2000 | "O Holy Night"                                                                                   | Sanaa Hamri              |           | [ 42 ] |
| 2000 | "All I Want for Christmas Is You" (So So Def Remix) (com part. de Jermaine Dupri e Lil' Bow Wow) | —                        |           | [ 43 ] |
| 2001 | "Loverboy" (com part. de Cameo)                                                                  | David LaChapelle         |           | [ 44 ] |
| 2001 | "Loverboy" (Remix) (com part. de Da Brat, Ludacris, Twenty II e Shawnna)                         | David LaChapelle         |           | [ 45 ] |
| 2001 | "Never Too Far"                                                                                  | —                        |           | [ 46 ] |
| 2001 | "Don't Stop (Funkin' 4 Jamaica)" (com part. de Mystikal)                                         | Sanaa Hamri              |           | [ 47 ] |
| 2001 | "Last Night a D.J. Saved My Life" (com part. de Busta Rhymes, Fabolous e DJ Clue?)               | Sanaa Hamri              |           | [ 48 ] |
| 2002 | "Through the Rain"                                                                               | Dave Meyers              |           | [ 49 ] |
| 2003 | "Boy (I Need You)" (com part. de Cam'ron)                                                        | Joseph Kahn              |           | [ 50 ] |
| 2003 | "I Know What You Want" (com Busta Rhymes e part. de Flipmode)                                    | Chris Robinson           |           | [ 51 ] |
| 2003 | "Bringin' On the Heartbreak                                                                      | Sanaa Hamri              |           | [ 52 ] |
| 2004 | "U Make Me Wanna" (Jadakiss com part. de Mariah Carey)                                           | Sanaa Hamri              |           | [ 53 ] |
| 2005 | "It's Like That" (com part. de Jermaine Dupri e Fatman Scoop)                                    | Brett Ratner             |           | [ 54 ] |
| 2005 | "We Belong Together"                                                                             | Brett Ratner             |           | [ 55 ] |
| 2005 | "Shake It Off"                                                                                   | Jake Nava                |           | [ 56 ] |
| 2005 | "Get Your Number" (com part. de Jermaine)                                                        | Jake Nava                |           | [ 57 ] |
| 2005 | "Don't Forget About Us"                                                                          | Paul Hunter              |           | [ 58 ] |
| 2005 | "Santa Claus Is Comin' to Town 2005"                                                             | Mark Gravas              |           |        |
| 2006 | "Say Somethin'" (com part. de Snoop Dogg)                                                        | Paul Hunter              |           | [ 59 ] |
| 2007 | "Don't Forget About Us" (Desert Storm Remix) (com part. de DJ Clue?, Fabolous e Styles P)        | —                        |           |        |
| 2007 | "Lil' L.O.V.E." (Bone Thugs-n-Harmony com part. de Mariah Carey & Bow Wow)                       | Chris Robinson           |           | [ 60 ] |
| 2008 | "Touch My Body"                                                                                  | Brett Ratner             |           | [ 61 ] |
| 2008 | "Bye Bye"                                                                                        | Justin Francis           |           | [ 62 ] |
| 2008 | "I'll Be Lovin' U Long Time" (iTunes Solo Version)                                               | Chris Applebaum          |           | [ 63 ] |
| 2008 | "I'll Be Lovin' U Long Time" (Remix) (com part. de T.I.)                                         | Chris Applebaum          |           | [ 63 ] |
| 2008 | "I Stay in Love"                                                                                 | Nick Cannon              |           | [ 64 ] |
| 2008 | "Right to Dream"                                                                                 | Aaron Woodley            |           | [ 65 ] |
| 2009 | "Hero 2009"                                                                                      | —                        |           | [ 66 ] |
| 2009 | "Love Story"                                                                                     | Mariah Carey Nick Cannon |           | [ 67 ] |
| 2009 | "My Love" (The-Dream com part. de Mariah Carey)                                                  | Nick Cannon              |           | [ 68 ] |
| 2009 | "Obsessed"                                                                                       | Brett Ratner             |           | [ 69 ] |
| 2009 | "Obsessed" (Remix) (com part. de Gucci Mane)                                                     | Brett Ratner             |           | [ 70 ] |
| 2009 | "I Want to Know What Love Is"                                                                    | Hype Williams            |           | [ 67 ] |
| 2009 | "H.A.T.E.U."                                                                                     | Brett Ratner             |           | [ 71 ] |

### Anos 2010
| Ano  | Título                                                                                          | Diretor(es)                   | Descrição | Ref.    |
| ---- | ----------------------------------------------------------------------------------------------- | ----------------------------- | --------- | ------- |
| 2010 | "Up Out My Face" (Remix) (com part. de Nicki Minaj)                                             | Nick Cannon                   |           | [ 72 ]  |
| 2010 | "Angels Cry" (Remix) (com part. de Ne-Yo)                                                       | Nick Cannon                   |           | [ 73 ]  |
| 2010 | "100%" (ao vivo)                                                                                | —                             |           | [ 74 ]  |
| 2010 | "Everybody Hurts" (com Helping Haiti)                                                           | Joseph Kahn                   |           | [ 75 ]  |
| 2010 | "Oh Santa!"                                                                                     | Ethan Lader                   |           | [ 76 ]  |
| 2010 | "O Come All Ye Faithful/Hallelujah Chorus" (com Patricia Carey)                                 | Mariah Carey                  |           | [ 77 ]  |
| 2010 | "Auld Lang Syne (The New Year's Anthem)"                                                        | Mariah Carey                  |           | [ 78 ]  |
| 2011 | "All I Want for Christmas Is You (SuperFestive!)" (Shazam Version) (com part. de Justin Bieber) | Sanaa Hamri                   |           | [ 79 ]  |
| 2011 | "When Christmas Comes" (com John Legend)                                                        | Sanaa Hamri                   |           | [ 80 ]  |
| 2011 | "Charlie Brown Christmas"                                                                       | —                             |           | [ 81 ]  |
| 2012 | "Triumphant (Get 'Em)" (com part. de Rick Ross e Meek Mill)                                     | Nick Cannon                   |           | [ 82 ]  |
| 2012 | "Christmas Time Is in the Air Again" (Lyric Video)                                              | Danielle Charles              |           | [ 83 ]  |
| 2013 | "Almost Home"                                                                                   | David LaChapelle              |           | [ 84 ]  |
| 2013 | "#Beautiful" (com part. de Miguel)                                                              | Joseph Kahn                   |           | [ 85 ]  |
| 2013 | "#Beautiful" (Explicit Version) (com part. de Miguel)                                           | Joseph Kahn                   |           | [ 86 ]  |
| 2013 | "#Hermosa" (com part. de Miguel)                                                                | Mariah Carey                  |           | [ 87 ]  |
| 2013 | "#Beautiful" (Remix) (com part. de Jeezy)                                                       | Nick Cannon                   |           | [ 88 ]  |
| 2014 | "You're Mine (Eternal)"                                                                         | Indrani                       |           | [ 89 ]  |
| 2014 | "You're Mine (Eternal)" (Remix) (com part. de Trey Songz)                                       | Indrani                       |           | [ 90 ]  |
| 2015 | "Infinity" (Lyric Video)                                                                        | Lorraine Campo Samantha Lecca |           | [ 91 ]  |
| 2015 | "Infinity"                                                                                      | Brett Ratner                  |           | [ 92 ]  |
| 2016 | "Infamous" (com Jussie Smollett)                                                                | —                             |           | [ 93 ]  |
| 2017 | "I Don't" (com part. de YG)                                                                     | Mariah Carey                  |           | [ 94 ]  |
| 2017 | "The Star"                                                                                      | —                             |           | [ 95 ]  |
| 2017 | "Lil Snowman"                                                                                   | —                             |           | [ 96 ]  |
| 2018 | "GTFO"                                                                                          | Sarah McColgan                |           | [ 97 ]  |
| 2018 | "With You"                                                                                      | Sarah McColgan                |           | [ 98 ]  |
| 2018 | "The Distance" (Lyric Video)                                                                    | —                             |           | [ 99 ]  |
| 2018 | "A No No" (Lyric Video)                                                                         | —                             |           | [ 100 ] |
| 2019 | "A No No"                                                                                       | Sarah McColgan                |           | [ 101 ] |
| 2019 | "A No No" (Remix) (com part. de Stefflon Don)                                                   | Sarah McColgan                |           | [ 102 ] |
| 2019 | "A No No" (Remix) (com part. de Shawni)                                                         | Sarah McColgan                |           | [ 103 ] |
| 2019 | "In the Mix"                                                                                    | —                             |           | [ 104 ] |
| 2019 | "All I Want for Christmas Is You" (Unreleased Video Footage Version)                            | —                             |           | [ 105 ] |
| 2019 | "All I Want for Christmas Is You" (Make My Wish Come True Version)                              | Joseph Kahn                   |           | [ 106 ] |

### Anos 2020
| Ano  | Título                                                                   | Diretor(es)                   | Descrição | Ref.    |
| ---- | ------------------------------------------------------------------------ | ----------------------------- | --------- | ------- |
| 2020 | "Save the Day" (com part. de Ms. Lauryn Hill)                            | —                             |           | [ 107 ] |
| 2020 | "Out Here on My Own" (Lyric Video)                                       | —                             |           | [ 108 ] |
| 2020 | "Oh Santa!" (com part. de Ariana Grande e Jennifer Hudson)               | Hamish Hamilton Roman Coppola |           | [ 109 ] |
| 2020 | "Oh Santa!" (Lyric Video) (com part. de Ariana Grande e Jennifer Hudson) | —                             |           | [ 110 ] |

## Home videos
| Ano  | Título                                         | Formato(s)            | Conteúdo                           |
| ---- | ---------------------------------------------- | --------------------- | ---------------------------------- |
| 1991 | The First Vision                               | VHS, LaserDisc, DVD   | 4 videoclipes + 4 versões ao vivo  |
| 1992 | MTV Unplugged +3                               | VHS, VCD, DVD         | concerto + 3 videoclipes           |
| 1993 | Here Is Mariah Carey                           | VHS, VCD, DVD         | concerto + 1 Videoclipes           |
| 1996 | Mariah Carey: Live at the Tokyo Dome[a]        | Blu-ray               | concerto                           |
| 1996 | Fantasy: Mariah Carey at Madison Square Garden | VHS, DVD              | Ccncerto + 2 videoclipes           |
| 1999 | Around The World                               | VHS, VCD, DVD         | concerto + 4 videoclipes           |
| 2000 | #1's                                           | VHS, VCD, DVD         | 12 videoclipes + 3 versões ao vivo |
| 2007 | The Adventures of Mimi                         | 2 DVD, 3 DVD, Blu-ray | concerto                           |

Notas
- ↑[a]  Lançado somente no Japão.